# Pomacanthus semicirculatus
Pomacanthus semicirculatus е вид бодлоперка от семейство Pomacanthidae. Видът не е застрашен от изчезване.

## Разпространение и местообитание
Разпространен е в Австралия, Бангладеш, Вануату, Виетнам, Джибути, Еритрея, Йемен, Индия (Андамански и Никобарски острови), Индонезия, Йордания, Камбоджа, Кения, Китай, Кокосови острови, Коморски острови, Мавриций, Мадагаскар, Майот, Малайзия, Малдиви, Мианмар, Микронезия, Мозамбик, Нова Каледония, Оман, Остров Рождество, Палау, Папуа Нова Гвинея, Провинции в КНР, Реюнион, Самоа, Саудитска Арабия, Сейшели, Сингапур, Соломонови острови, Сомалия, Судан, Тайван, Тайланд, Танзания, Тонга, Уолис и Футуна, Фиджи, Филипини, Френски южни и антарктически територии (Нормандски острови), Шри Ланка, Южна Африка и Япония.
Обитава крайбрежията и пясъчните дъна на океани, морета и рифове. Среща се на дълбочина от 0,5 до 40 m, при температура на водата от 25,3 до 29,1 °C и соленост 33,8 – 35,1 ‰.

## Описание
На дължина достигат до 40 cm.
Популацията на вида е стабилна.